# Иванченко, Иван Дмитриевич
Иван Дмитриевич Иванченко (7 сентября 1998, Пермь, Россия) — российский футболист, нападающий клуба «Астрахань».

## Карьера
Воспитанник пермского футбола. Начал заниматься футболом в 5 лет. В 13 лет успешно прошёл просмотр и был приглашён в Академию футбольного клуба «Краснодар», а в 2012 перешёл в Академию «Динамо» им. Л.И.Яшина (г.Москва). Однако, позже вернулся в родной город, где с сезона 2014/15 начал привлекаться к матчам молодёжного первенства чемпионата России. Сезон 2015/16 уже провёл в составе тольяттинской «Лады». Осенью 2016 года присоединился к дублирующей команде петербургского «Зенита», но зимой покинул клуб и перешёл в махачкалинский «Анжи».
В российской премьер-лиге дебютировал 26 ноября 2017 года в матче против «Ростова», выйдя на поле на 70-й минуте вместо Александра Прудникова. 18 июля 2018 года на правах аренды перешёл в пермскую «Звезду».
Сезон 2019/20 провёл в футбольном клубе «Армавир». С лета 2020 находился в расположении клуба «Родина». На вторую половину сезона 2021/22 заключил контракт с клубом «Ессентуки». С сезона 2022/23 выступал во второй лиге за клуб «Коломна».